# Леонтій Риндя
Леонтій Риндя — засновник роду кролевецьких ткачів-майстрів, скупників і гуртових торгівців на ярмарках другої половини 18 — початку 19 ст.. Вважався гарним майстром. Його син Єрмій також був ткачом та нажив великих статків. Діти Єрмія Іван та Василь також були великими багатіями.